# Der Strom
Der Strom (De rivier) is een compositie van Niels Gade. Gade schreef een aantal seculiere cantates waarvan dit er één is. Bijna alle werken van de componist in dat genre behoren tot het vergeten repertoire en dat geldt zeker voor deze. Gade gebruikte Le Fanatisme ou Mahomet le Prophète van Voltaire in een vertaling van Johann Wolfgang Goethe. Veel roem bracht het hem niet meer. Het bleek zijn laatste werk te zijn, dat gepubliceerd werd. De componist overleed in 1890. in 2013 is er geen opname van dit werk beschikbaar.